# Roßbach (Lohr)
Der Roßbach oder Rossbach ist ein linker Zufluss der Lohr im Landkreis Main-Spessart im bayerischen Spessart.

## Geographie

### Verlauf

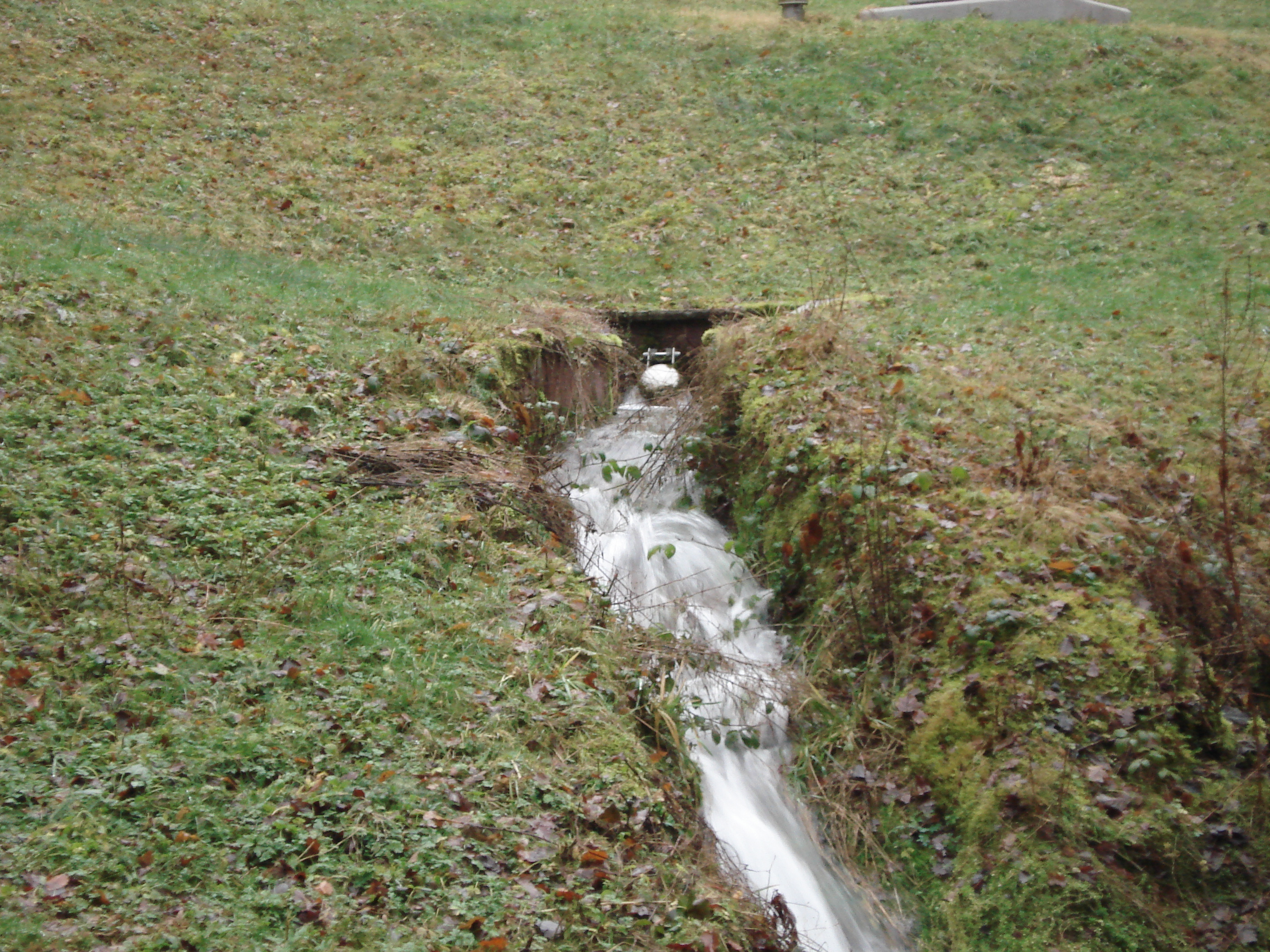
Ablauf des Großenbrunnens

Der Roßbach entspringt nördlich von Partenstein am Südhang des Gaulskopfes (519 m) aus dem Großenbrunnen, der für die Trinkwasserversorgung gefasst ist. Der Bach entfließt dem Überlauf der Brunnenstube. Talabwärts befinden sich weitere gefasste Quellen.
Der Roßbach fließt anfangs in südwestliche Richtung, knickt dann nach Süden ab und erreicht Partenstein. Im Ort ist er komplett verrohrt. An der B 276 tritt er wieder zu Tage und fließt durch ein gemauertes Gerinne entlang einer Seitenstraße. An den Sportplätzen des Dorfes mündet der Roßbach in die Lohr.

### Flusssystem Lohr
- Liste der Fließgewässer im Flusssystem Lohr

## Einzelnachweise

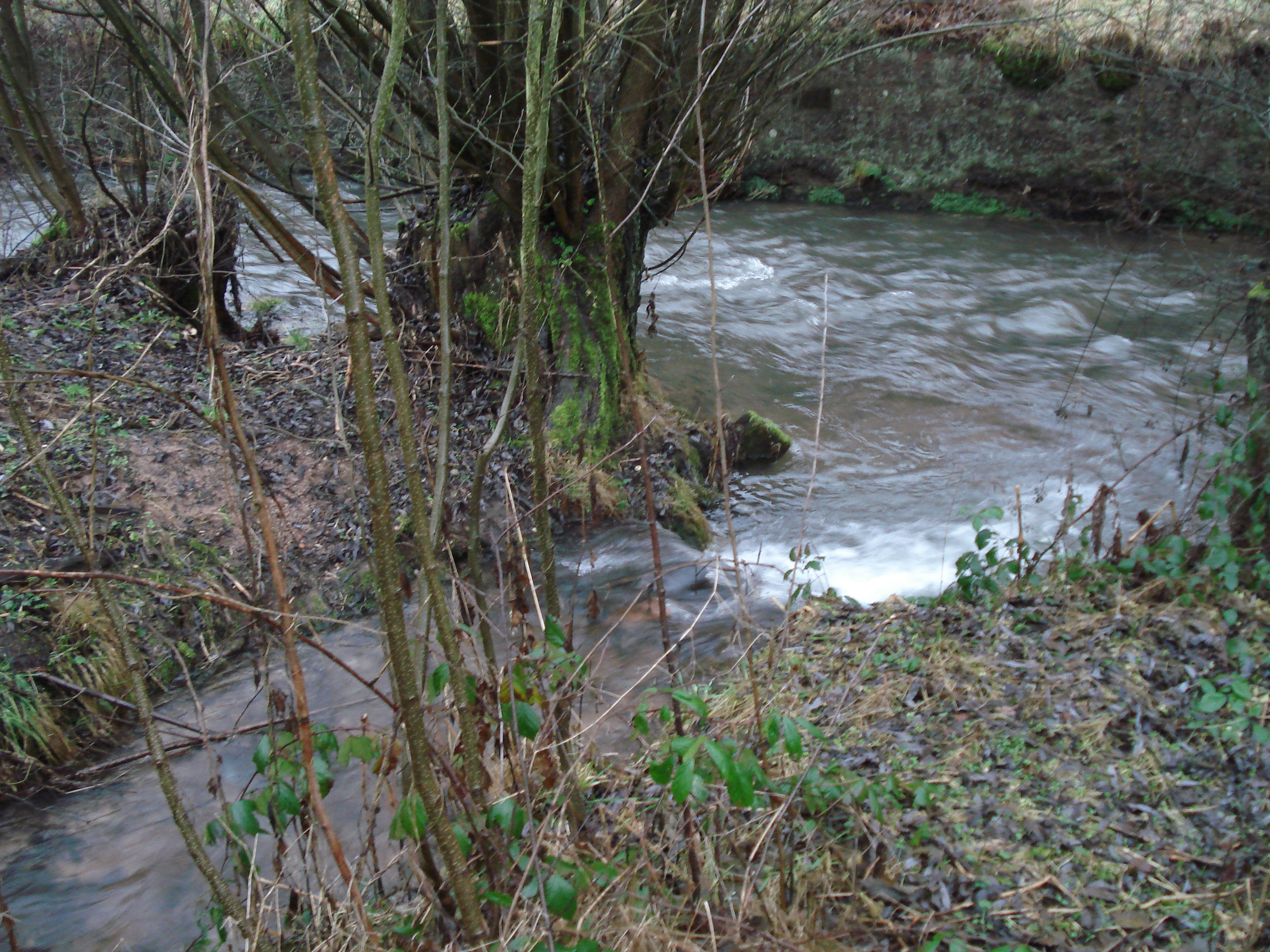
Der Roßbach (vorne) mündet in die Lohr